# Délégation générale du Québec à Paris
La délégation générale du Québec à Paris (abrégé en DGQP) est une mission diplomatique ayant pour but de représenter les intérêts du Québec auprès de la République française et de faire connaître la culture québécoise en France et en Europe.

## Description
La délégation, dont le siège est situé au 66 rue Pergolèse, dans le 16e arrondissement de Paris, jouit des privilèges et des immunités accordés aux ambassades. Le délégué est nommé par le gouvernement du Québec et remet une « lettre de mission » au président de la République lors d'une cérémonie de présentation de lettres de créance. 
Le service de la délégation gère une bibliothèque de 17 000 ouvrages et de 1 500 documents médiatiques. Plusieurs événements culturels sont organisés par la délégation, qui est sous l'autorité du ministère des Relations internationales.
Il est possible d'y trouver des informations sur le Québec dans le but d'y voyager, d'y établir des relations commerciales ou d'y immigrer.
Les Québécois visitant ou vivant en France peuvent également consulter la délégation pour des informations pratiques.

## Histoire

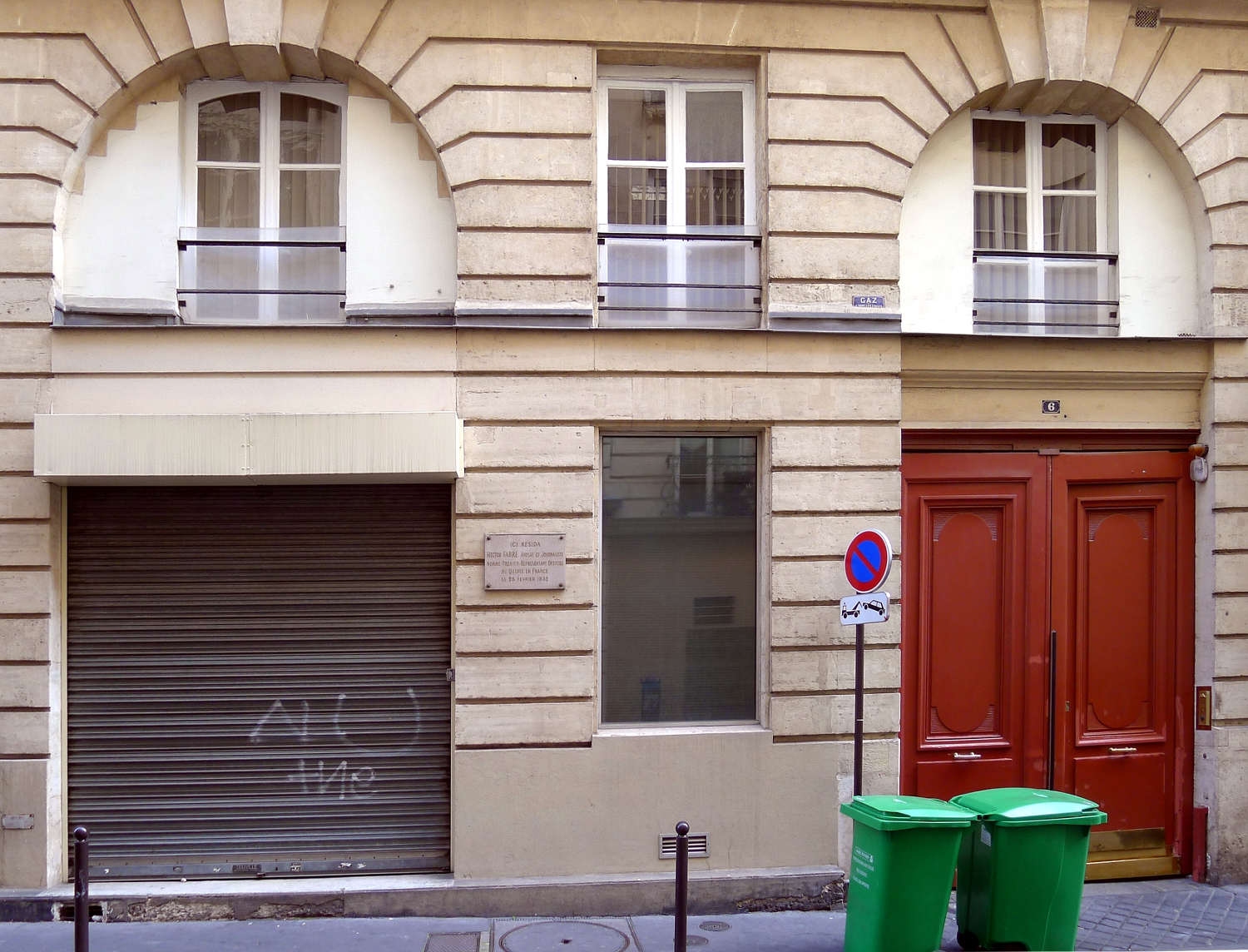
Maison 6 rue Chabanais où résida Hector Fabre, le premier représentant du Québec à Paris.

La première mission diplomatique officielle entre le Québec et la France naît en 1882 avec Hector Fabre, qui est nommé par le gouvernement québécois représentant officiel en France. Il occupera ce poste jusqu'à son décès en 1910. Cependant, avec l'autonomie grandissante du dominion canadien vis-à-vis le Royaume-Uni, le gouvernement fédéral prend les rênes de ses relations diplomatiques internationales, lesquelles étaient jusqu'alors entretenues par des ambassadeurs britanniques. Après 1911, le représentant est nommé uniquement par le gouvernement fédéral. L'ambassade du Canada en France est créée en 1944.
En septembre 1960, Georges-Émile Lapalme, alors ministre de la Justice sous le Premier ministre Jean Lesage, arrive à rencontrer André Malraux, ministre d'État chargé des Affaires culturelles, dans le but de lui parler de son projet de fonder une « Maison du Québec à Paris ».
Entre-temps, au Québec, dans la foulée de la Révolution tranquille, le gouvernement de Jean Lesage crée sa première « délégation générale » en France. Celle-ci est inaugurée le 5 octobre 1961 par le Premier ministre québécois lui-même, accompagné de plusieurs ministres et journalistes. Sa création s'inscrit dans la volonté du Québec de se réapproprier tout ce qui est en lien avec son champ de juridiction. La délégation est ainsi le « prolongement international des compétences internes du Québec », selon la doctrine Gérin-Lajoie.

## Liste des délégués généraux

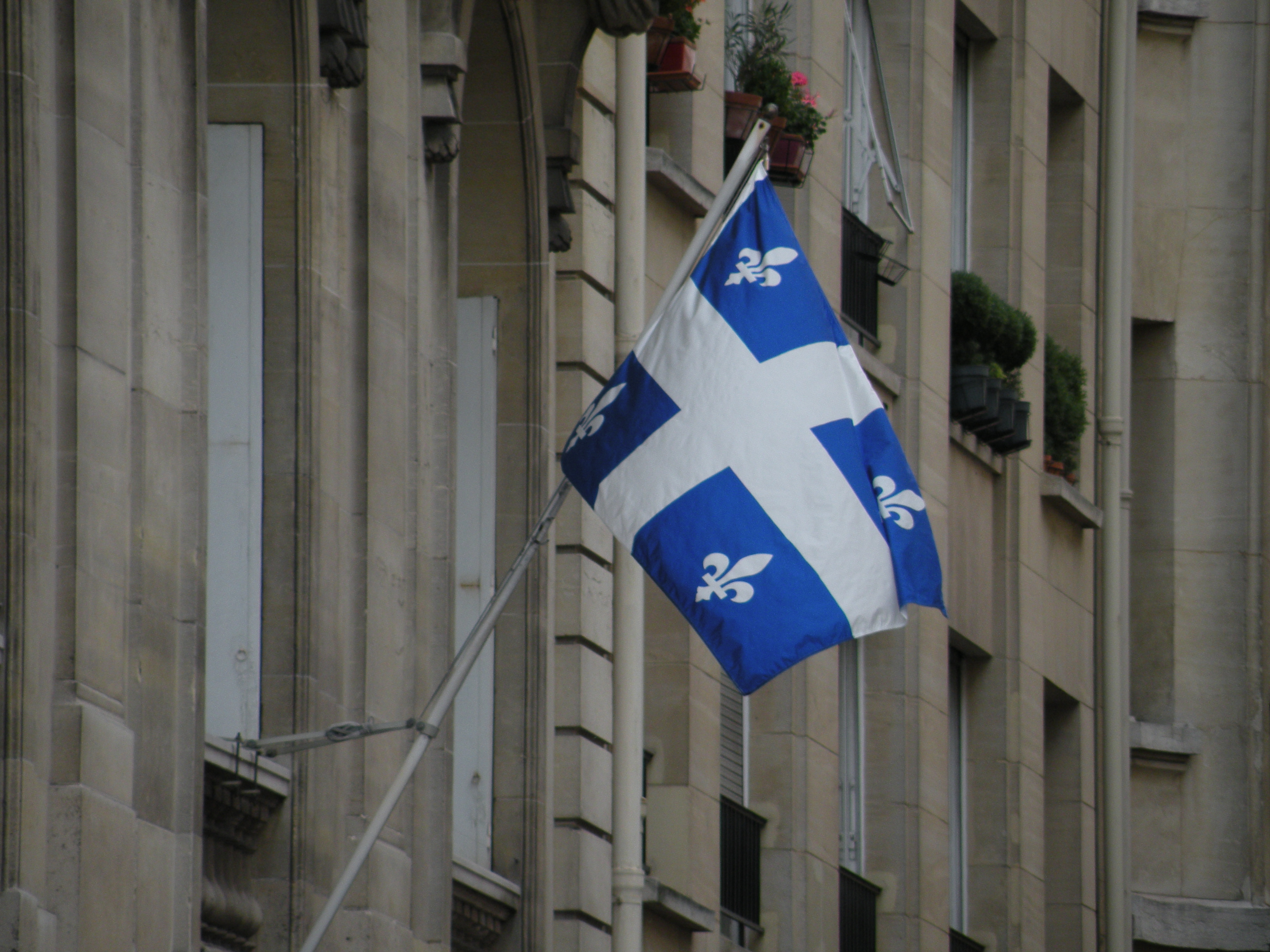
Le drapeau du Québec flottant sur la délégation.

| Date de nomination | Date de nomination | Date de remise de la lettre de mission | Date de remise de la lettre de mission | Délégué(e)                |
| ------------------ | ------------------ | -------------------------------------- | -------------------------------------- | ------------------------- |
| 1961               |                    |                                        |                                        | Charles Lussier           |
| 1965               |                    |                                        |                                        | Jean Chapdelaine          |
| 1976               |                    |                                        |                                        | Fernand Gourdeau          |
| 29 septembre 1976  |                    |                                        |                                        | François Cloutier         |
| février 1977       |                    |                                        |                                        | Jean Deschamps            |
| 1979               |                    |                                        |                                        | Yves Michaud              |
| 1984               |                    |                                        |                                        | Louise Beaudoin           |
| 1985               |                    |                                        |                                        | Claude Roquet (intérim)   |
| 28 janvier 1986    |                    |                                        |                                        | Jean-Louis Roy            |
| 17 janvier 1990    | [ 2 ]              |                                        |                                        | Marcel Bergeron (intérim) |
| 1991               |                    |                                        |                                        | André Dufour              |
| 1993               |                    |                                        |                                        | Claude Roquet             |
| 1er janvier 1996   |                    |                                        |                                        | Marcel Masse              |
| 2 juin 1997        | [ GOQ 1 ]          |                                        |                                        | Michel Lucier             |
| 2 octobre 2000     | [ GOQ 2 ]          |                                        |                                        | Clément Duhaime           |
| 21 février 2006    | [ GOQ 3 ]          |                                        |                                        | Wilfrid-Guy Licari        |
| 4 octobre 2010     | [ GOQ 4 ]          |                                        |                                        | Michel Robitaille         |
| 22 août 2016       | [ GOQ 5 ]          | 9 novembre 2016                        | [ JORF 1 ]                             | Line Beauchamp            |
| 13 mai 2019        | [ GOQ 6 ]          | 10 décembre 2019                       | [ JORF 2 ]                             | Michèle Boisvert          |
| 19 juillet 2024    | [ GOQ 7 ]          | 17 septembre 2024                      | [ JORF 3 ]                             | Henri-Paul Rousseau       |